# بورتون غريني
بورتون غريني (بالإنجليزية: Burton Greene)‏ هو عازف جاز وعازف بيانو أمريكي، ولد في 14 يونيو 1937 في شيكاغو في الولايات المتحدة.

## وصلات خارجية
- الموقع الرسمي
- بورتون غريني على موقع IMDb (الإنجليزية)
- بورتون غريني على موقع ميوزك برينز (الإنجليزية)
- بورتون غريني على موقع أول ميوزيك (الإنجليزية)
- بورتون غريني على موقع ديسكوغز (الإنجليزية)
- بورتون غريني على موقع ديسكوغز (الإنجليزية)